# Szczuczyn (gromada)
Szczuczyn – dawna gromada, czyli najmniejsza jednostka podziału terytorialnego Polskiej Rzeczypospolitej Ludowej w latach 1954–1972.
Gromady, z gromadzkimi radami narodowymi (GRN) jako organami władzy najniższego stopnia na wsi, funkcjonowały od reformy reorganizującej administrację wiejską przeprowadzonej jesienią 1954 do momentu ich zniesienia z dniem 1 stycznia 1973, tym samym wypierając organizację gminną w latach 1954–1972.
Gromadę Szczuczyn z siedzibą GRN w mieście Szczuczyn utworzono 31 grudnia 1961 w powiecie grajewskim w woj. białostockim, na mocy uchwały nr 18/3 WRN w Białymstoku z dnia 26 września 1961, z obszaru zniesionych gromad Bęćkowo i Niedźwiadna.
1 stycznia 1969 do gromady Szczuczyn przyłączono wsie Bzury, Danowo, Milewo, Niećkowo, Niedźwiedzkie i Świdry-Awissa ze zniesionej gromady Niećkowo oraz wsie Koniecki Małe, Koniecki-Roztroszewo, Obrytki i Sokoły z gromady Wąsosz; z gromady Szczuczyn wyłączono natomiast wsie Chojnówek i Kurejewka włączając je do gromady Grajewo.
Gromada przetrwała do końca 1972 roku, czyli do kolejnej reformy gminnej. Z dniem 1 stycznia 1973 roku reaktywowano zniesioną w 1954 roku gminę Szczuczyn.